# Macrocarpaea opulenta
Macrocarpaea opulenta är en gentianaväxtart som beskrevs av Jason Randall Grant. Macrocarpaea opulenta ingår i släktet Macrocarpaea och familjen gentianaväxter. Inga underarter finns listade i Catalogue of Life.